# Lorina Naci
Lorina Naci (Tirana, Albania) es una psicóloga y neurocientífica albano-canadiense. Fue galardonada en la categoría "Joven Talento Internacional" del Premio L'Oréal-UNESCO en 2017. 

## Biografía
Lorina estudió en Albania. Recibió primero una beca para estudiar en la Universidad de Georgia en Atenas (Estados Unidos). Luego, obtuvo una beca en Inglaterra, en la Universidad de Cambridge, donde se doctoró en ciencias.  
Posteriormente le ofrecieron un puesto de investigación en la Universidad de Western Ontario en London, Ontario, para trabajar en el Instituto Occidental del Cerebro y la Mente con el neurocientífico Adrian Owen.  
En 2017, ganó en la categoría "Joven Talento Internacional" del Premio L'Oréal-UNESCO. Lorina Naci se unió al Global Brain Health Institute en Dublín en 2017 y es profesora asistente de psicología en el Trinity College de Dublín. 

## Trabajos
En 2013, ella y Adrian Owen desarrollaron un método para comunicarse con pacientes en un estado vegetativo persistente. Colocaron un paciente con esta afección dentro de un escáner de resonancia magnética funcional y utilizaron la percepción de neuroimágenes para responder a varias preguntas simples de sí / no. 
En 2014, a través de un segundo método, el equipo canadiense también proyectó una película de Alfred Hitchcock a un grupo de voluntarios sanos y dos pacientes en coma. Luego, al analizar la actividad cerebral de ambos mediante resonancia magnética funcional, el equipo descubrió que el cerebro de uno de los pacientes en coma, un joven, reaccionó a la película tanto como lo hizo una persona sana. No se encontró actividad en el cerebro del otro paciente, una mujer joven. 
El trabajo de Owen y Naci ha atraído la atención internacional de los medios de comunicación del mundo. Fue destacado dos veces en la portada del New York Times y se ha debatido ampliamente en la televisión (por ej. en BBC News, Channel 4 News, ITN News, Sky News, CNN ), radio (por ej. BBC World Service), en el documental 'Outlook', NPR Radio (EE. UU.), BBC Radio 1, 2, 3 y 4), en forma impresa (por ejemplo, artículos completos en The New Yorker The Times, The Sunday Times, The Observer Magazine, etc.) y en línea (incluidos los pódcast de Nature, Science y The Guardian). Hasta la fecha, el descubrimiento ha aparecido de manera prominente en 6 documentales de televisión, incluidos 60 Minutes (EE. UU.), Panorama BBC Special Report (Reino Unido), Inside Out (BBC TV series) (Reino Unido), y CBC The Nacional (Canadá).